# Brianna Walle
Pour les articles homonymes, voir Walle.
Brianna Walle à prononcer comme wall, née le 25 avril 1984 à Delray Beach, est une coureuse cycliste américaine.

## Biographie
Elle court à pied au lycée et au college. Elle commence le cyclisme en 2010 et réalise immédiatement de très bons résultats au niveau local. Elle a fait un an d'échange universitaire en Allemagne. Elle devient professionnelle en 2013 mais continue de travailler dans sa société d'origine Yakima à temps partiel,.

## Palmarès sur route

### Palmarès par années
- 2014
  - Tour de Feminin-O cenu Českého Švýcarska :
    - Classement général
    - 5e étape
- 2015
  - 3e du championnat des États-Unis du critérium
  - 10e de la Philadelphia Cycling Classic (Cdm)
- 2016
  - North Star Grand Prix

### Classements mondiaux
| Année                                 | 2014 | 2015 | 2016 | 2017 |
| ------------------------------------- | ---- | ---- | ---- | ---- |
| Classement UCI                        | 90e  | 85e  | 70e  | 376e |
| UCI World Tour                        |      |      | 52e  | nc   |
|                                       |      |      |      |      |
| Légende : nc = non classéSource : UCI |      |      |      |      |